# Ion Antonescu

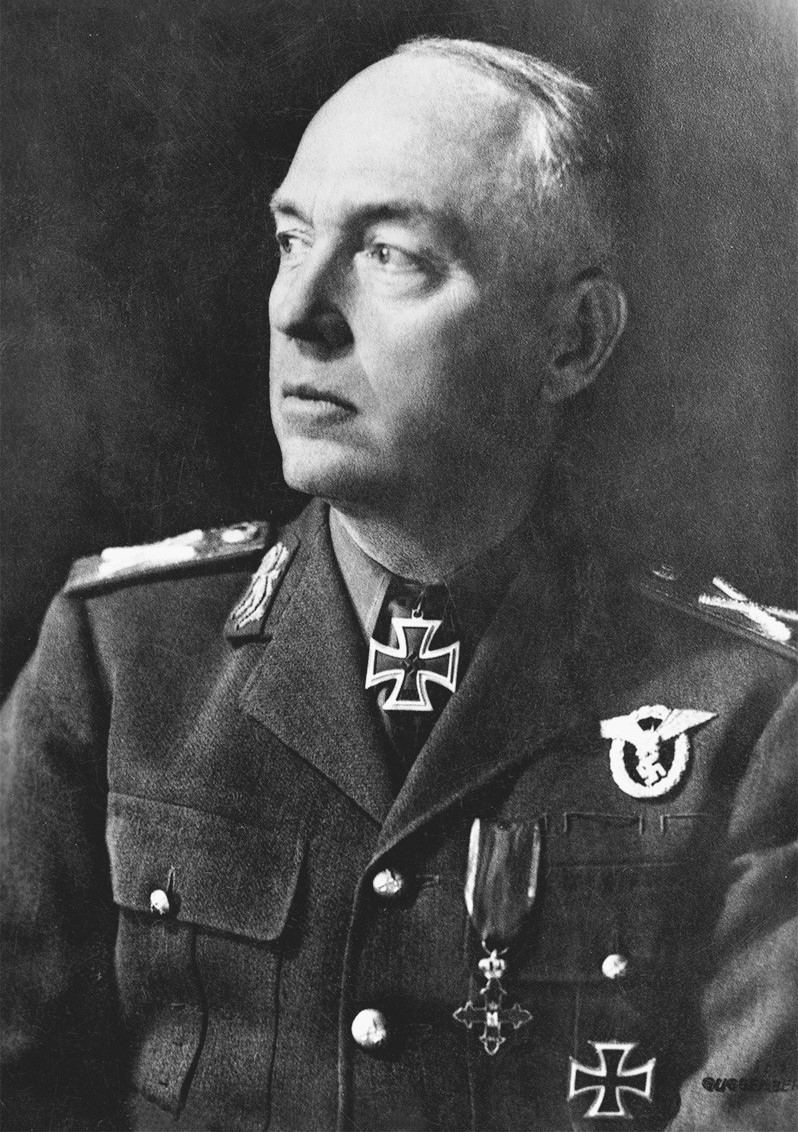
Ion Antonescu

Standarte Antonescus als Marschall Rumäniens.

Ion Victor Antonescu (Ausspracheⓘ; * 15. Juni 1882 in Pitești; † 1. Juni 1946 in Jilava) war ein rumänischer General und Politiker. Von September 1940 bis August 1944 war er unter der Bezeichnung „Staatsführer“ (rumänisch: Conducător al Statului) diktatorisch regierender Ministerpräsident und Marschall des Königreiches Rumänien. Nachdem er zunächst im Bündnis mit der faschistischen Legionärsbewegung das Regime des „Nationallegionären Staates“ gebildet hatte, errichtete er nach deren Ausschaltung im Januar 1941 schließlich eine reine Militärdiktatur und führte Rumänien an der Seite der Achsenmächte in den Zweiten Weltkrieg.
Während Antonescus Amtszeit fielen rund 300.000 Juden durch von der rumänischen Armee verübte Massaker und ethnische Säuberungen oder in Arbeitslagern dem Holocaust zum Opfer. Zur Verantwortung seiner Regierung gehört auch die Deportation von rund 25.000 Roma (→ Porajmos), von denen zwischen 11.000 und 20.000 aufgrund von Hunger, Kälte, Krankheit und anderen Mangelbedingungen starben.
Durch den Königlichen Staatsstreich wurde Antonescu Ende August 1944 gestürzt und zwei Jahre später hingerichtet. Relativierungen seiner Rolle im Zweiten Weltkrieg werden in Rumänien bis in die Gegenwart vom nationalistischen und faschistischen Lager betrieben.

## Leben

### Bis 1940
Antonescu stammte aus kleinen Verhältnissen. Der Generalstabsoffizier war im Ersten Weltkrieg maßgeblich an der Verteidigung der Moldau von 1917 beteiligt. 1933 erhielt er seine Ernennung zum Generalstabschef des rumänischen Heeres.
1937 gehörte er als Verteidigungsminister der Regierung unter Premierminister Octavian Goga an. In der Königsdiktatur Carols II. blieb er 1938 auch unter Gogas Nachfolger Miron Cristea noch kurz im Amt, wurde jedoch noch im selben Jahr entlassen. Am 9. Juli 1940 kam er für zwei Tage in Haft, wurde aber nicht zuletzt auf deutsches Betreiben wieder freigelassen. Nach Gebietsverlusten an die Sowjetunion sowie nach der durch das Deutsche Reich erzwungenen Gebietsabtretung an Ungarn (Zweiter Wiener Schiedsspruch) war die Regierung Carols II. 1940 am Ende.
Während das Militär immer energischer einen Angriff auf Ungarn forderte, versuchte die faschistische Eiserne Garde am 3. September 1940 einen Putsch. In dieser Lage ernannte Carol II. Antonescu am 4. September zum Ministerpräsidenten mit unbeschränkten Vollmachten, also praktisch zum Diktator. Antonescu nutzte sofort seine guten Kontakte zur Eisernen Garde, um mit ihrer Unterstützung Carol am 6. September zum Thronverzicht zu zwingen. Die Nachfolge trat Carols Sohn Michael I. an.

### Ministerpräsident

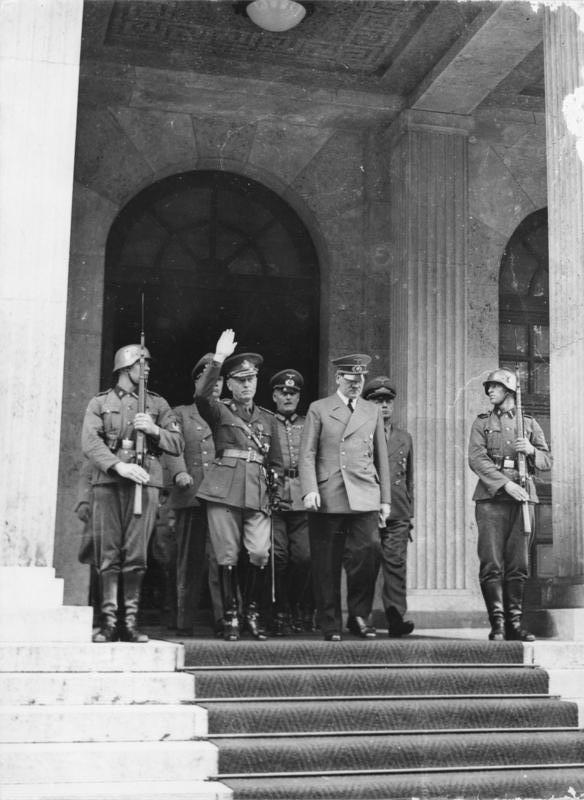
Antonescu bei einem Treffen mit Hitler in München, Juni 1941

Antonescu regierte anfangs mit Hilfe der Eisernen Garde in diktatorischem Stil, ab dem 14. September nicht mehr als Premierminister, sondern als „Staatsführer“, obwohl das eigentliche Staatsoberhaupt formal weiterhin König Michael war. Als die Eiserne Garde im Januar 1941 auch gegen Antonescu zu putschen versuchte, kam es zur blutigen Niederschlagung dieses Aufstandes und zum Bruch mit der Bewegung. Ab diesem Zeitpunkt stützte sich Antonescu, der sich am 23. August zum „Marschall Rumäniens“ ernennen ließ, fast ausschließlich auf das Militär.
Außenpolitisch hatte sich Antonescu 1940 von den Westmächten abgewendet, da er nur noch vom nationalsozialistischen Deutschland eine effektive Unterstützung gegen die Sowjetunion erwartete. Am 12. Oktober traf die deutsche Militärmission in Rumänien ein, am 23. November trat das Land dem Dreimächtepakt bei. Antonescu bemühte sich jedoch, auch gegenüber den Achsenmächten die Souveränität Rumäniens zu wahren.
Am 22. Juni 1941 trat Rumänien auf deutscher Seite in den Krieg gegen die Sowjetunion ein. Eine erste große Niederlage gegen die sowjetischen Truppen erfolgte im Dezember 1942. Kurz zuvor hatte die deutsche Militärführung zwei Frontabschnitte nordwestlich und südlich von Stalingrad rumänischem Kommando unterstellt. Diese Truppen wurden von der Roten Armee in der Operation Uranus während der Schlacht von Stalingrad nahezu restlos aufgerieben.
Unter Antonescus Herrschaft wurden Hunderttausende von Juden in das rumänische Besatzungsgebiet Transnistrien deportiert. Die im Oktober 2003 gegründete Internationale Kommission zur Erforschung des Rumänischen Holocaust, kurz Wiesel-Kommission nach ihrem Vorsitzenden, dem Friedensnobelpreisträger Elie Wiesel, benannt, hat ihren Abschlussbericht Ende 2004 vorgelegt.
Darin wird von zwischen 280.000 und 380.000 ermordeten Juden und über 20.000 ermordeten Roma berichtet. Während der Militärdiktatur Antonescus konnten einige Tausend Juden nach Palästina auswandern, wobei sie sich vom rumänischen Staat loskaufen mussten.
Die militärischen Misserfolge verschlechterten sowohl das Verhältnis zwischen Antonescu und König Michael I. als auch zur Führung des nationalsozialistischen Deutschlands. Antonescu tolerierte ab Ende 1942 inoffizielle Verhandlungen zwischen rumänischen Politikern und den Westmächten über einen Friedensschluss, bestand selbst jedoch auf der Fortführung des Bündnisses mit dem Deutschen Reich. Als sich die militärische Lage weiter rapide verschlechterte, wurden 1944 auch geheime Kontakte zur Sowjetunion aufgenommen. Ziel war es, die Unabhängigkeit des Landes zu erhalten.

### Sturz und Hinrichtung

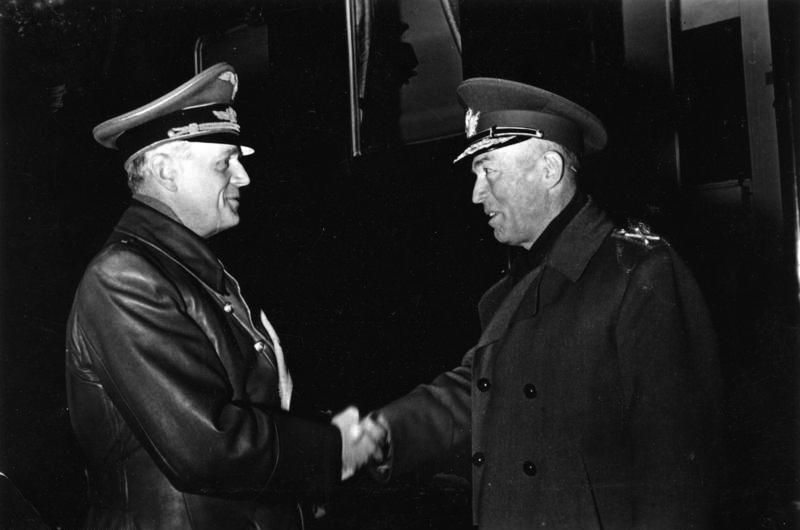
Reichsaußenminister von Ribbentrop begrüßt Marschall Antonescu am Zug, bei einem Besuch in einem Führerhauptquartier im Januar 1943

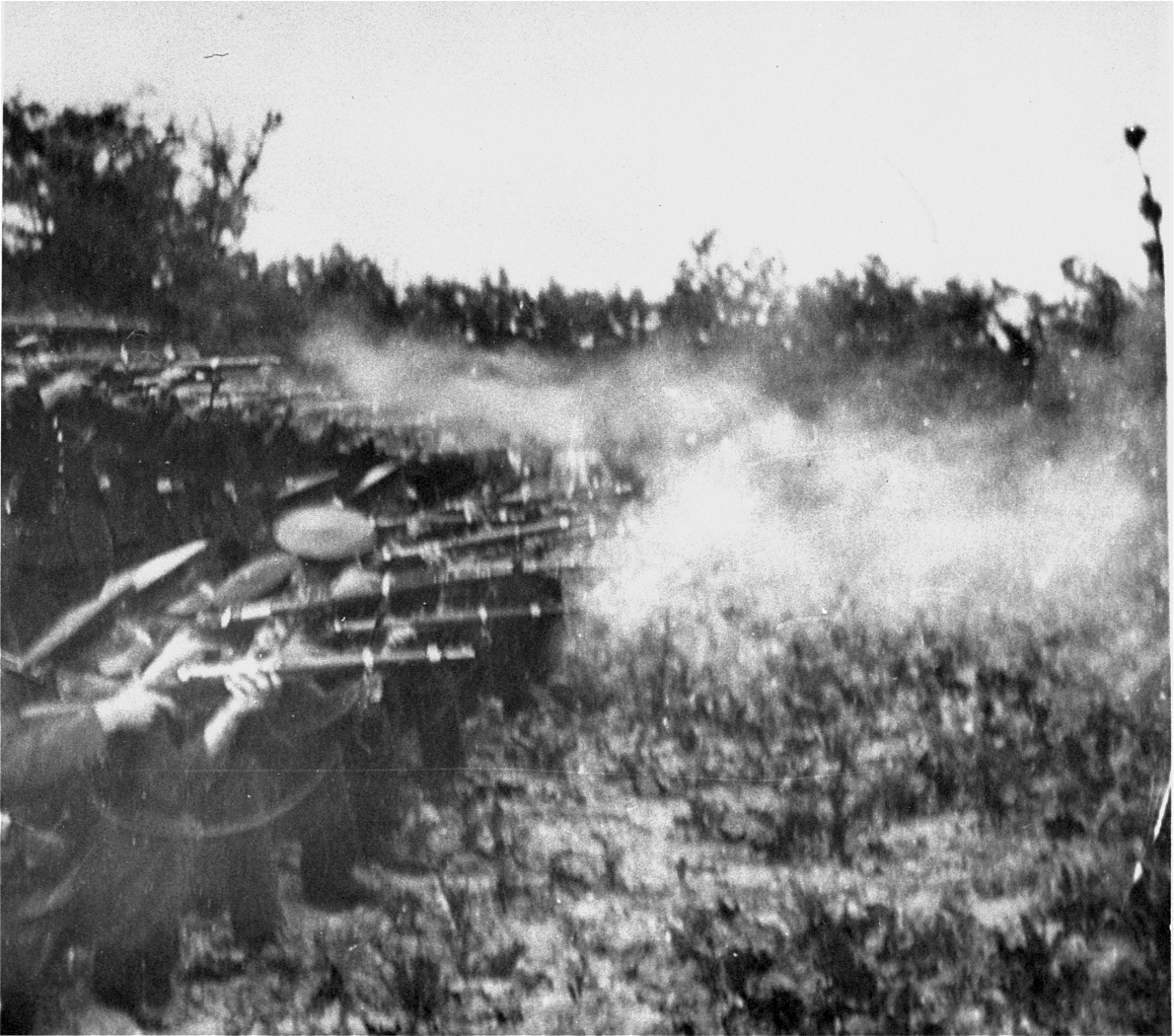
Erschießung Antonescus (1946)

Als die Rote Armee am 20. August 1944 mit der Operation Jassy-Kischinew zum Großangriff auf Rumänien ansetzte und innerhalb kürzester Zeit die deutsch-rumänische Front an der Moldau durchbrach, wurde Antonescu am 23. August 1944 von einem kurz zuvor gebildeten Oppositionsblock (bestehend aus der Nationalen Bauernpartei, der Nationalliberalen Partei, der Sozialdemokratischen Partei und der Kommunistischen Partei) mit Unterstützung des Königs gestürzt und von sowjetischen Agenten festgenommen. Michael I. erklärte am 25. August 1944 Deutschland den Krieg.
Im September 1944 wurde Antonescu zunächst an die Sowjetunion ausgeliefert und im April 1946 nach Rumänien zurückgebracht. Gemäß Artikel 14 der Waffenstillstandsvereinbarung vom 12. September 1944 mit Rumänien ließ die Alliierte Kontrollkommission unter dem Vorsitz der Sowjetunion nach Kriegsende in Cluj und Bukarest zwei Volkstribunale zur Beurteilung von Kriegsverbrechen und Verbrechen gegen die Menschlichkeit in Rumänien errichten.
Am 17. Mai 1946 wurde Antonescu vom Volkstribunal in Bukarest als Kriegsverbrecher zum Tode durch Erschießen verurteilt. Das Urteil wurde am 1. Juni 1946 um 18:06 Uhr im Gefängnis Fort 13 in Jilava vollstreckt. Mit ihm wurden drei seiner engsten Mitarbeiter, darunter der ehemalige Außenminister Mihai Antonescu (nicht verwandt mit Ion Antonescu) und der Gouverneur der von Rumänien verwalteten Provinz Transnistrien, Gheorghe Alexianu, erschossen.
Zum Prozess waren auch bürgerliche Politiker als Zeugen geladen, beispielsweise Iuliu Maniu, der Vorsitzende der bis zum 23. August 1944 verbotenen Nationalen Bauernpartei PNȚ. Die Bauernpartei war bereits am 6. März 1945 aus der Regierung gedrängt worden und Maniu starb nach Aufhebung seiner Immunität 1953 in Haft.
Antonescu, der sich den Titel eines Marschalls gegeben hatte, ließ sich als „Staatsführer“ („Conducător al Statului“) bezeichnen. Der kommunistische Diktator Nicolae Ceaușescu ließ sich später ebenfalls als „conducător“ (Führer) titulieren.

## Ehe
Antonescu war von 1928 bis zu seinem Tode verheiratet mit Maria (* 3. November 1892 in Calafat; † 18. Oktober 1964 in Bukarest), Tochter des Armeehauptmanns Teodor Niculescu und dessen Ehefrau Anghelina. Seine Witwe verbrachte nach seiner Hinrichtung mehrere Jahre im Gefängnis und später in Verbannung.

## Postsozialistischer Antonescu-Kult
Bereits 1975 gab es in der Zeit des Regimes unter Nicolae Ceaușescu erste Ansätze einer „literarischen Rehabilitierung“ Antonescus. In der postkommunistischen Zeit fordern zahlreiche Politiker seine Rehabilitierung. In einigen Zeitungen wurde Antonescu als „antibolschewistischer Held“ bezeichnet.
Die Zeitung Adevărul leugnete am 11. Juli 1991 die rumänische Beteiligung am Holocaust und beschrieb Antonescu als einen „tragischen Helden“, ebenso wie die ultranationalistische Organisation Vatra Românesca (deutsch Rumänische Heimstätte) ein paar Tage später. Die Zeitschrift Revista de istorie militară veröffentlichte in ihrem Heft Nr. 1/1991 auf ihrem Umschlag ein Antonescubild und beschrieb ihn als „eine glänzende Figur in der Geschichte unseres Volkes“.
Andere Zeitungen berichteten überschwänglich von seinen Heldentaten während des „heiligen antibolschewistischen Krieges“ an der Seite des nationalsozialistischen Deutschlands. Historiker, Geschichtsrevisionisten, TV-Moderatoren, TV-Stationen, Journalisten, Zeitungen, Gerichte und führende Politiker des Landes liefern sich bis heute heftige und kontroverse Diskussionen und bis zur Holocaustleugnung reichende Debatten.
Im Juni 1991 ehrte das Parlament Antonescu mit einer Schweigeminute. Nur die Abgeordneten der ungarischen Minderheit verließen aus Protest gegen „diese postume Verherrlichung“ den Saal. In mehreren rumänischen Städten wurden in parteiübergreifender Sympathie in den 1990er Jahren bis in die frühen 2000er Jahre Straßen und Plätze nach Antonescu benannt, und es wurden ihm ebenso zahlreiche Denkmäler gesetzt.
Der Militärfriedhof von Lețcani bei Iași trägt den Namen Antonescus. Auf Druck des westlichen Auslands wurde das Rehabilitierungsverfahren des umstrittenen Diktators eingestellt, aber die Propaganda zugunsten Antonescus ging unvermindert weiter. Eine im Mai 1995 veröffentlichte Umfrage bestätigte, dass 62 Prozent der Rumänen Antonescu positiv gegenüberstanden. 1999 ehrte das rumänische Parlament Antonescu in einer Feierstunde, und mehrere Abgeordnete forderten seine Rehabilitierung, darunter auch Ioan Moisin.
Die rumänische Regierung verbot 2002 per Dringlichkeitsverordnung 31/2002 die Gründung neofaschistischer, rassistischer oder fremdenfeindlicher Organisationen, ebenso wie Straßenbenennungen nach Kriegsverbrechern oder Faschisten, die Errichtung von Statuen oder das Anbringen von Gedenktafeln für Personen, die sich wegen Verbrechen gegen die Menschlichkeit oder den Frieden schuldig gemacht haben.
Die Regierung forderte die Kommunen ultimativ auf, bis zum 15. Mai 2002 sämtliche Antonescu-Straßen umzubenennen und alle existierenden Denkmäler und Gedenktafeln zu entfernen. Jedoch wurde im Flur des Regierungsgebäudes ein Bild Antonescu aufgehängt, „zur Vervollständigung der Gemäldesammlung der rumänischen Ministerpräsidenten“. Rumänischen Presseberichten zufolge wurden bis Anfang September 2002 von den landesweit insgesamt 25 existierenden Antonescustraßen nur 10 umbenannt.
Staatspräsident Traian Băsescu ratifizierte letztendlich am 26. April 2006 die Dringlichkeitsverordnung 31/2002 als Gesetz. Das Gesetz verbietet die rechtsextremistische Propaganda und die Gründung neofaschistischer, rassistischer oder fremdenfeindlicher Organisationen.
Auch die Mitgliedschaft in solchen Organisationen sowie die Verbreitung, der Besitz oder die Verwendung faschistischer, rassistischer oder fremdenfeindlicher Symbole werden mit Haftstrafen geahndet. Ebenfalls ist eine Bestrafung von Holocaustleugnung mit Gefängnis bis zu fünf Jahren vorgesehen.
Präsident Băsescu erklärte dann am 2. Oktober 2006 als Gast des Bukarester Senders Realitatea-TV, Antonescu sei ein „relativ genialer Offizier“ gewesen. Seine größte Fehlentscheidung sei die Überquerung des Dnjestr – d. h. die Beteiligung Rumäniens am Krieg gegen die Sowjetunion – gewesen, fügte der Staatschef hinzu, ohne die von Antonescu angeordnete Vernichtung von Juden, Roma und anderen zu erwähnen.
Die Zeitung Adevărul berichtete am 19. Februar 2007, dass ein Bukarester Gericht die von der Nachkriegsjustiz verhängten Urteile gegen Ion Antonescu und 22 seiner Minister teilweise aufgehoben hatte. Die umstrittene gerichtliche Entscheidung war bereits am 5. Dezember 2006 gefallen, Einzelheiten wurden jedoch erst jetzt bekannt.
Am 9. Oktober 2007 wurden die Ergebnisse einer Umfrage veröffentlicht, aus der hervorging, dass 66 Prozent der Befragten den Holocaust nur mit den im Dritten Reich begangenen Gräueltaten in Verbindung brachten. 46 Prozent der Befragten sahen in Antonescu einen „großen Patrioten“ und 44 Prozent einen „großen Strategen“. Etwa ein Drittel der Befragten war der Meinung, Antonescu müsse in Anerkennung seiner Leistungen für Rumänien rehabilitiert werden. 24 Prozent der Befragten äußerten die Ansicht, Antonescu sei ein „demokratischer Führer“ gewesen, während 27 Prozent diese Auffassung nicht teilten.
Der Oberste Gerichts- und Kassationshof (rumänisch Înalta Curte de Casație și Justiție) gab dem Einspruch der Staatsanwaltschaft am 6. Mai 2008 statt und hob die im Dezember 2006 vom Bukarester Appellationsgericht verfügte teilweise Rehabilitierung Antonescus und 20 seiner engsten Mitarbeiter wieder auf.
Die Wiesel-Kommission forderte Anfang März 2009 den Präfekten des Kreises Neamț auf, Ion Antonescu die postume Ehrenbürgerschaft der Stadt Piatra Neamț abzuerkennen. Den Titel eines Ehrenbürgers hatte Antonescu 1999 erhalten. Bereits 1994 wurde in Piatra Neamț ein Antonescu-Denkmal errichtet, das jedoch 2002 geschleift wurde. Im selben Jahr wurde der Antonescu-Platz in Piața Gării (deutsch Bahnhofsplatz) umbenannt. Der Stadtrat erkannte Antonescu die Ehrenbürgerschaft am 29. April 2009 ab.
Am 16. Januar 2010 fand in der Bukarester Ilie-Gorgani-Kirche ein Requiem für die am 13. Januar 1937 im Spanischen Bürgerkrieg gefallenen „Legionärshelden“ statt. Ein Gedenkgottesdienst anlässlich des gleichen Jahrestages fand am 9. Januar 2010 auch in der Biserică din groapa („Kirche im Graben“) in Sibiu (Hermannstadt) statt.
Die beiden Priester Gheorghe Bogdan (griechisch-katholisch) und Constantin Mitea (rumänisch-orthodox) verwiesen in ihrer Predigt auf die Notwendigkeit, „die Flamme des Christentums und des rumänischen Nationalismus wach zu halten“.

## Bewertung
Die Historikerin Hannelore Baier sprach von einem „Mythos der nationalen Unschuld“, der in den Medien, im Unterricht, von Parlament und Regierung – mit wenigen Ausnahmen – verbreitet wird: „Rumänien habe sich am Holocaust nicht beteiligt.“ Demzufolge habe bisher auch keine Regierung Verantwortung für die Deportation der Juden und Roma nach Transnistrien eingestanden. Dagegen werde vielmehr zunehmend der Versuch unternommen, Antonescu politisch zu rehabilitieren.
Er werde als „guter Patriot“, als „Kämpfer für die Wiedervereinigung des Landes“ gefeiert und zum „Märtyrer“ stilisiert.